# Hyantis anulata
Hyantis anulata är en fjärilsart som beskrevs av Hans Ferdinand Emil Julius Stichel 1904. Hyantis anulata ingår i släktet Hyantis och familjen praktfjärilar. Inga underarter finns listade i Catalogue of Life.